# Cyperus usitatus
Cyperus usitatus là loài thực vật có hoa trong họ Cói. Loài này được Burch. ex Roem. & Schult. mô tả khoa học đầu tiên năm 1824.